# 巴拉贾姆达
巴拉贾姆达（Barajamda），是印度贾坎德邦Pashchimi Singhbhum县的一个城镇。总人口7691（2001年）。

## 人口
该地2001年总人口7691人，其中男性4033人，女性3658人；0—6岁人口1272人，其中男656人，女616人；识字率52.49%，其中男性为61.96%，女性为42.04%。